# Abenteuerroman

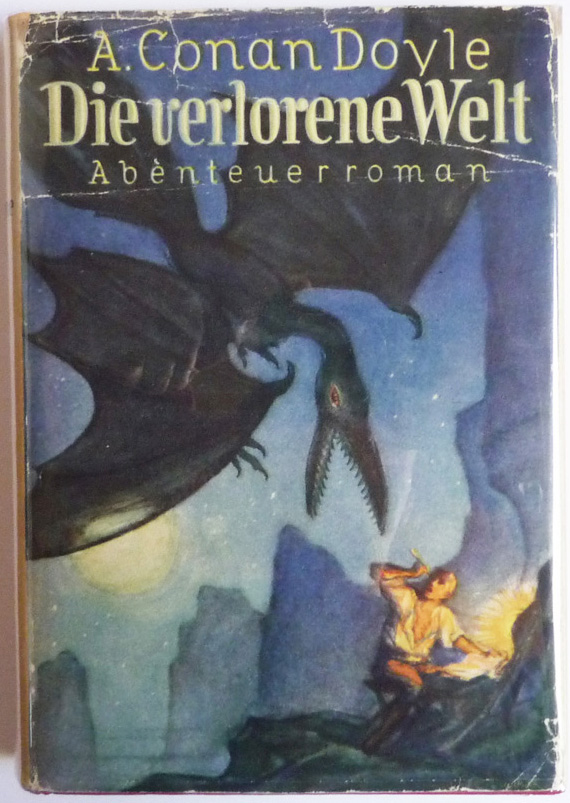
Erstübersetzung von Arthur Conan Doyles Die vergessene Welt als Die verlorene Welt mit der Gattungsbezeichnung Abenteuerroman (1926)

Ein Abenteuerroman ist eine umfangreiche Literaturform, in deren Mittelpunkt die Darstellung von gefährlichen Ereignissen und Erlebnissen steht, die von den Helden der Dichtung bestanden werden müssen. Als solche können eine Hauptfigur, aber auch eine Gruppe von Figuren auftreten.

## Entstehung
Abenteuerliteratur ist so alt wie die Literatur selbst. Zwar trat sie nicht immer unter dem Begriff „Abenteuerroman“ auf, sondern auch als Mythos, Epos oder Märchen, doch begeisterten Abenteuergeschichten ihr Publikum zu jeder Zeit und in jedem Kulturkreis. So kann Abenteuerliteratur bis in die Antike, sogar in den Alten Orient, zurückverfolgt werden: In der babylonischen Literatur entstanden Werke wie das Gilgamesch-Epos, noch im Dunklen Zeitalter Griechenlands schuf Homer die Odyssee (ca. 8./7. Jahrhundert v. Chr.). In beiden Werken müssen die Protagonisten bereits eine Reihe von Abenteuern bestehen.
Als weitere Vorläufer der modernen Abenteuerromane gelten der mittelalterliche Artusroman und Ritterroman allgemein mit dem Element der Âventiure, der Amadisroman, die sogenannte Spielmannsepik sowie die Volksbücher des 16. Jahrhunderts. In ihnen treten Figuren wie Artus, Sindbad, Fortunatus oder auch Amadis auf. Auch der seit dem 16. Jahrhundert in Spanien populär gewordene Schelmenroman gehört zu den vorherrschenden Typen des frühen Abenteuerromans. Hier ist die Hauptfigur selbst ein Schelm, der als „anders“ oder „exotisch“ angesehen wird. In dieser Manier ist auch der erste Abenteuerroman in deutscher Sprache, Der abenteuerliche Simplicissimus (1668) von H. J. C. von Grimmelshausen, geschrieben.
Im 18. Jahrhundert entstand in Anlehnung an Daniel Defoes Robinson Crusoe die Untergattung der Robinsonade, und Abenteuerliteratur trat auch in Form von Reise-, Lügen-, Schauer- und Räuberromanen in Erscheinung.
Eine Vielzahl abenteuerlicher Literatur taucht ab dem 19. Jahrhundert auf, wobei ein besonderes Augenmerk auf die Namen Eugène Sue (Die Geheimnisse von Paris, 1842 und 1843), Alexandre Dumas (Der Graf von Monte Christo, 1844 und 1845), Friedrich Gerstäcker (Die Regulatoren in Arkansas, 1846), Karl May (Der verlorne Sohn oder Der Fürst des Elends, 1884–1886) oder Jules Verne (Mathias Sandorf) gelegt werden muss, die den heutigen Abenteuerroman nachhaltig zu prägen vermochten. Diese wurden vermehrt als Fortsetzungsromane in Zeitungen und in besonderem Maße in Romanheftreihen veröffentlicht.
Jules Verne versetzte seine Protagonisten in eine Welt technischer Neuerungen und Abenteuer, Karl May bereiste als fiktiver Ich-Erzähler den Orient und den US-amerikanischen Westen und prägte so den Wildwestroman. Weniger bekannt als diese zwei Autoren, während ihrer Lebenszeit aber viel gelesen, waren der französische Autor Gustave Aimard und der Italiener Emilio Salgari.
Im 20. Jahrhundert erlangte B. Traven, der es verstand, Abenteuer und gesellschaftskritische Aspekte miteinander zu verknüpfen, eine gewisse Berühmtheit. Auch der französische Autor Henri Charrière bekam mit seiner Autobiographie Papillon große Aufmerksamkeit. 
Mit verschiedenen Themenkomplexen und Erzählweisen verwandelte sich die Abenteuerliteratur in der Neuzeit immer wieder, ohne ihren Reiz zu verlieren.
Der Abenteuerroman gehörte ursprünglich zur Hochliteratur, war sehr schnell in allen literarischen Bereichen zu finden, sowohl in der Kinder- und Jugendliteratur, als auch in der Unterhaltungs- und Trivialliteratur. Dies ist auch der Grund, warum man die unterschiedlichsten Werke in diesen Bereich einordnet.

## Merkmale
Das Grundprinzip eines Abenteuerromans ist, dass ein Held aus seiner alltäglichen Welt in eine fremde, gefährliche Welt aufbricht, in der er unter Lebensgefahr allerlei Probleme und Aufgaben zu meistern hat. Ziel seiner Reise ist meist die Rettung einer Person oder seiner eigenen Welt, aus der er aufgebrochen ist. In der Regel wird ein Abenteuerroman aus Sicht des Helden erzählt, der das Gute verkörpert und oft gegen finstere Mächte oder das Böse kämpft und letztlich gewinnt. Dabei wird er oft von einer oder mehreren Personen begleitet.
Stilistisch lassen sich Abenteuerromane als in einfacher, deskriptiver Sprache verfasste Literatur bezeichnen. Häufig werden darin einzelne nicht oder kaum zusammenhängende Geschichten miteinander verknüpft. Häufig werden kleine Episoden oder Erzählungen in die Handlung eingebaut, wobei diese sich in direkter und anschaulicher Weise auf das aktuelle Geschehen konzentriert.

## Überschneidungen mit anderen Genres
Viele literarische Genres verwenden oder entleihen Elemente der Abenteuerliteratur.
Bodice-Ripper-Romane zum Beispiel sind triviale Liebesromane mit historisierendem Handlungsrahmen, die sehr häufig Elemente der Abenteuerliteratur (Western, Ritter-, Piratengeschichten u. a. m.) benutzen, um den erotischen Suspense, der den Kern der Erzählung ausmacht, durch äußere Spannung weiter zu unterstützen.